# Università di Finanza e di Industria di Mosca «Sinergija»
L’Università di Finanza e di Industria di Mosca «Sinergija» è un istituto di istruzione superiore privato non statale. L’Università è stata fondata nel 1995, è il più grande istituto privato di istruzione superiore in Russia in termini di numero di studenti e di entrate.

## La storia
La storia dell'Università risale al 1995, quando il membro corrispondente dell'Accademia Russa dell'Istruzione Jurij Borisovič Rubin ha fondato la Scuola Superiore di Banche di Mosca, riorganizzata nel 1998 nell'Istituto Internazionale di Econometria, Informatica, Finanza e Diritto di Mosca (IIEIFDM), che nel 2000 contava circa 8 000 studenti.
Dal 2001, i programmi di master della scuola di business dell'Università sono stati accreditati dall'AMBA; l'accreditamento è stato superato in totale sei volte, il certificato valido è stato ricevuto nel 2016. Nel 2003, l'Università è diventata membro della Fondazione europea per lo sviluppo manageriale con il nome «Sinergija».
Nel 2005 IIEIFDM è stato riorganizzato nell’Accademia di Finanza e di Industria di Mosca. Dal 2005 circa 15 000 persone sono diventate studenti dell’Università ogni anno. Nel 2009 l’Accademia di Finanza e di Industria di Mosca è diventata la prima istituzione di istruzione superiore russa che è stata accreditata dalla Fondazione europea per l'assicurazione della qualità nell'E-learning.
Nel 2010-2011 circa 20 000 persone all’anno sono diventate studenti dell’Accademia di Finanza e di Industria di Mosca, che nel 2011 ha ricevuto l’accreditamento statale come «università» ed è stata rinominata Università di Finanza e di Industria di Mosca «Sinergija». Nel 2017 il numero totale degli studenti dell’Università di Finanza e di Industria di Mosca «Sinergija» ha superato le 50 000 persone.
Nel 2017 l’Università di Finanza e di Industria di Mosca «Sinergija» è stata una delle prime in Russia a lanciare il programma «Startup come diploma». Il programma prevede la difesa di una tesi di laurea sull’esempio di un progetto di business, formalizzato come persona giuridica funzionante. Il progetto può essere realizzato sia da un singolo studente sia da un gruppo di studenti. Nel 2017 l’Università è stata la prima in Russia ad aprire la Facoltà di Professioni di Internet che offre istruzione in «Sviluppo di Videogiochi», «Sviluppatore di Applicazioni e di Software», «Programmatore, Game Designer», «Cybersport», «Targetologo». Nello stesso anno nell’Università «Sinergija» è stata fondata la Facoltà di Teatro, Cinema e Televisione.
Nel 2019 l’Università di Finanza e di Industria di Mosca ha partecipato al progetto nazionale «Piccola e media impresa e sostegno all’iniziativa imprenditoriale individuale», nell’ambito del quale l’Università ha vinto il concorso del Ministero dello Sviluppo economico e ha ricevuto una sovvenzione di oltre 1 miliardo di rubli per promuovere l'imprenditorialità e sviluppare i programmi. Nel 2020 l’Università ha fondato la Facoltà di Animazione con le specializzazioni «Animazione d’autore e commerciale», «Artista di Animazione e Computer Grafica», «Animazione e Grafica».

## L’attività
Secondo la «Rossijskaja Gazeta», nel 2021 il processo educativo si è svolto in 24 facoltà con 91 programmi di master, 198 programmi di bachelor e più di 500 programmi di riqualificazione e formazione avanzata. A partire dal 2021, sotto l'Università c’è un collegio che offre 35 programmi di istruzione professionale secondaria.
Secondo i dati ufficiali, nell’anno academico 2020-2021 l’Università ha istruito 76 594 studenti, di cui 35 594 persone in programmi di istruzione professionale superiore e secondaria, più di 14 000 persone in programmi di istruzione professionale, più di 18 000 persone in programmi di formazione avanzata, 9 000 persone in programmi di riqualificazione.
Nel 2021 l’Università c’erano studenti provenienti da 89 paesi, di cui 75 non appartenenti alla CSI e 14 paesi dell’ex URSS. A partire dal 2021, l’Università di Finanza e di Industria di Mosca «Sinergija» era al terzo posto in Russia per il numero di studenti internazionali – 7 008 persone. L’Università ha stipulato gli accordi di cooperazione accademica, scambio accademico e programmi di doppia laurea con 63 istituti di istruzione superiore stranieri di Gran Bretagna, Stati Uniti, Cina, India, Turchia, Serbia e Malaysia. I programmi di cooperazione accademica implicano l’attività di ricerca congiunte e lo sviluppo di programmi educativi. Gli studenti che partecipano ai programmi di doppia laurea studiano la metà del tempo in Russia e un’altra metà – in un’università partner straniera, al termine degli studi i laureati ricevono due diplomi – uno russo e l’altro dall’università partner.

## La reputazione e le valutazioni
Nel 2015 i laureati dell’Università hanno ottenuto il 5º posto nella valutazione ufficiale dei salari dei laureati di istituti di istruzione superiore della Federazione Russa con specializzazioni in IT.
Nel 2016 l’Università di Finanza e di Industria di Mosca «Sinergija» ha ottenuto il primo posto nella valutazione dei programmi di istruzione manageriale e il quinto posto nella valutazione dei programmi di formazione avanzata del Centro Analitico «Esperto».
Nel 2020 l’Università è entrata nella valutazione QS EECA University Rankings 2020/21 nel gruppo 351-400.
Nel 2021 l’Università si è classificata al 58º posto nella valutazione UniRank Top Universities in Russia 2021 (che prende in considerazione 375 istituti di istruzione superiore russi su 724) e al 2353º posto nella valutazione mondiale UniRank World University Rankings 2021 (che prende in considerazione 13 600 istituti di istruzione superiore di 200 paesi).
Nel 2021 l’Università «Sinergija» ha ottenuto il primo posto nella valutazione dei programmi imprenditoriali nella classifica nazionale delle università di «Interfax» con i programmi educativi «Imprenditorialità» e «Imprenditorialità Internazionale».
Nel 2021 l’Università si è classificata al terzo posto in Russia per numero di studenti internazionali.

## La cooperazione internazionale
Nel 2016 l’Università di Finanza e di Industria di Mosca «Sinergija» ha ammesso i primi 50 studenti provenienti da un paese lontano – la Repubblica di Sierra Leone, dopo di che l’Università ha aperto un dipartimento di visti e di accompagnamento.
Secondo il Ministero della Scienza e dell'Istruzione Superiore della Federazione Russa, nel 2022 l’Università si è classificata al terzo posto in Russia per numero di studenti internazionali, l’Università dell’Amicizia Popolare della Russia ha ottenuto il primo posto, e l’Università di Kazan' – il secondo.
Nel 2022 l’Università di Finanza e di Industria di Mosca «Sinergija» ha iscritto 1368 studenti internazionali, nel complesso, nel 2022 circa 12 000 studenti internazionali in programmi di studio a lungo termine e circa 20 000 persone in corsi a breve termine studiavano all’università. In totale, l’Università «Sinergija» conta studenti di 92 paesi del mondo, il maggior numero dei quali proviene da Uzbekistan, Siria, Pakistan, Iran, Nigeria, Egitto, Algeria, Turchia, Sri Lanka, Afghanistan. A partire dal 2022, l’Università di Finanza e di Industria di Mosca «Sinergija» ha firmato 92 memorandum di partenariato con gli istituti di istruzione superiore stranieri, nell’ambito dei quali vengono istrutti gli studenti, scambiati gli insegnanti, organizzati i lavori di ricerca e le conferenze tematiche.

## La direzione
Jurij Borisovič Rubin – fondatore dell’Università, dottore in economia, professore, membro corrispondente dell’Accademia Russa di Istruzione, rettore dell’Università dal 1995 al 2019.
Vadim Georgievič Lobov – fondatore dell’Università, candidato in economia, presidente della corporazione «Sinergija».
Artëm Igorevič Vasil'ev – rettore dell’Università dal 2019, candidato in economia, fino al 2019 – vice-rettore dell’Università.

## La struttura
L’Università ha 17 dipartimenti, filiali in quattro regioni della Federazione Russa a Nojabrsk, Omsk, Čerkessk ed Ėlista e una filiale nell’Emirato di Dubai che è l’unica organizzazione educativa russa a offrire i programmi di bachelor e di master in «Economia», «Management», «Giurisprudenza» e «Tecnologia dell'Informazione».
L’Università sta sviluppando le tecnologie di istruzione su Internet.
L’Università comprende le seguenti facoltà:
- facoltà di Business
- facoltà di Management
- facoltà di Economia
- facoltà di Tecnologie dell’Informazione
- facoltà di Management dello Sport
- facoltà di Educazione Fisica
- facoltà di Giurisprudenza
- facoltà di Scienze bancarie
- facoltà di Linguistica
- facoltà di Psicologia
- facoltà di Disegno
- facoltà di Pubblicità
- facoltà di Internet
- facoltà di Gestione degli Eventi
- facoltà di Teatro, Cinema e Televisione
- facoltà di Ospitalità e di Ristorazione
- facoltà di Industria dei Giochi e Cybersport

L’Università ospita il Centro di formazione dei volontari per le competizioni sportive; i volontari hanno prestato servizio ai Giochi Olimpici di Soči nel 2014 e alla Coppa del Mondo FIFA nel 2018.

## La filiale negli Emirati Arabi Uniti
Nel 2013 l’Università «Sinergija» ha aperto una filiale a Dubai – Synergy University Dubai, dove ha ricevuto la licenza statale per condurre l’attività educative, l’accreditamento dell’Associazione Internazionale MBA e la licenza Knowledge and Human Development Authority of Dubai, diventando la prima istituto di istruzione superiore russo accreditato dal governo degli Emirati Arabi Uniti.
Nel 2022 alla Synergy University Dubai si poteva ricevere un’istruzione in tre programmi di bachelor («Economia Mondiale e Sviluppo Sostenibile», «Imprenditorialità Innovativa», «Gestione dell'Ospitalità e della Ristorazione») e in due programmi di master («Economia Mondiale», «Gestione dell'Ospitalità e della Ristorazione»), si poteva anche studiare alla Scuola di Business nei programmi Synergy Executive MBA, MBA Women’s Leadership. I laureati della filiale ricevono un diploma internazionale di istruzione superiore a tempo pieno, valido in tutti i paesi del mondo.

## I premi ed i riconoscimenti
Il Premio del Governo della Federazione Russa per i manuali educativi e formativi nel campo della concorrenza e dell’imprenditorialità (2008).
Il Premio del Ministero della Scienza e dell'Istruzione della Federazione Russa «Per il contributo allo sviluppo dell’istruzione imprenditoriale nella Federazione Russa» (2012).